# Rudolf von Xylander

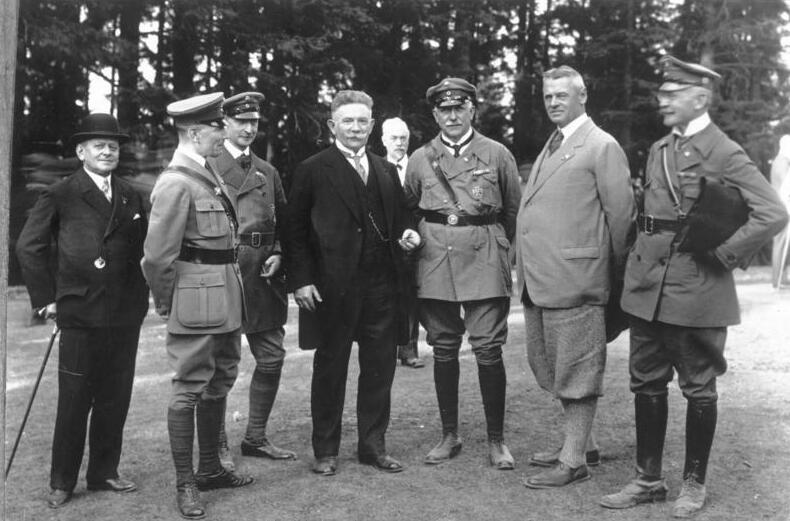
Rudolf von Xylander (2. v. r.) bei einer Kundgebung am Hermannsdenkmal am 1. September 1929

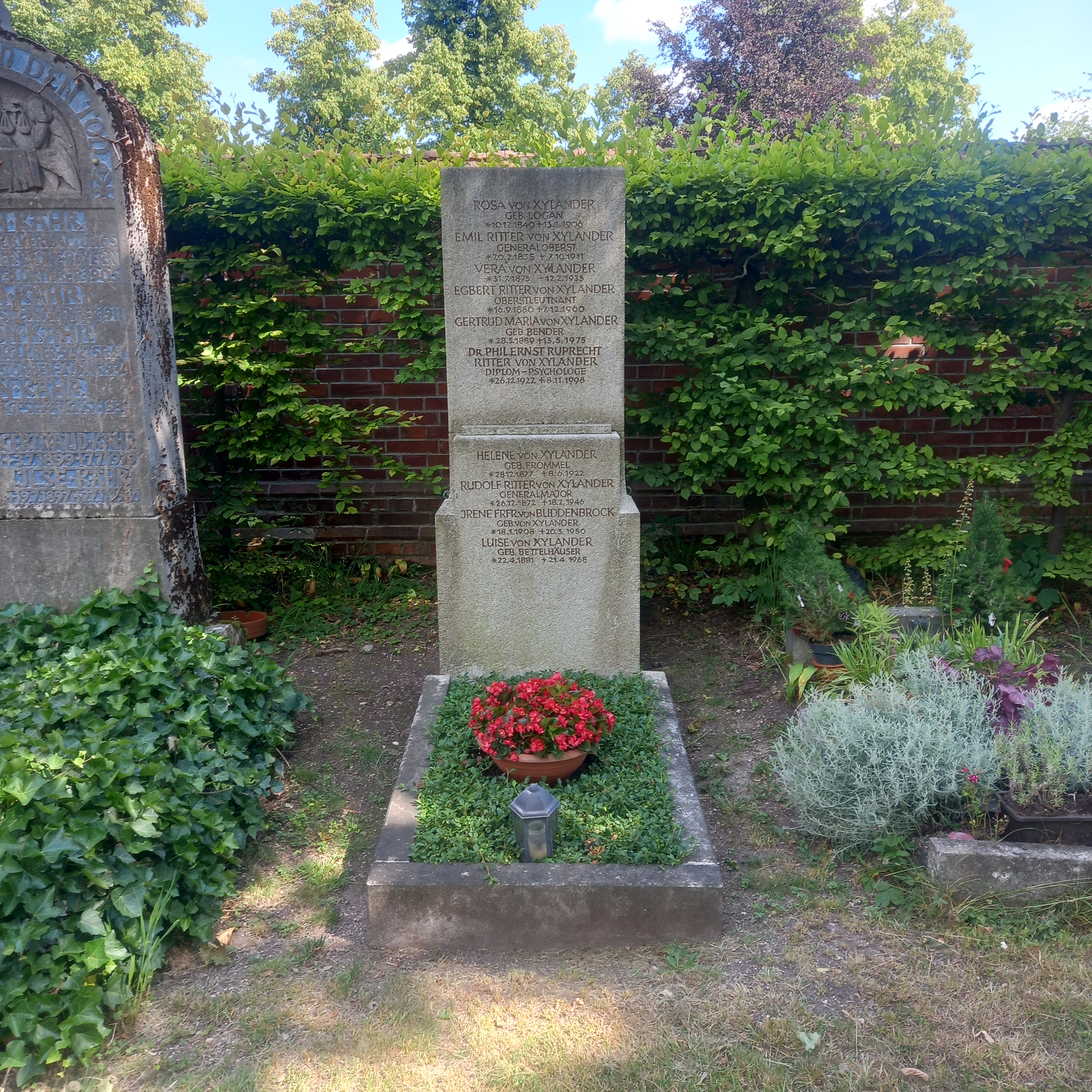
Das Grab von Rudolf von Xylander und seiner Ehefrau Helene geborene Frommel im Familiengrab auf dem Nordfriedhof (München)

Rudolf Ritter und Edler von Xylander (* 26. Dezember 1872 in Charleville; † 18. Februar 1946 in München) war ein deutscher Generalmajor im Zweiten Weltkrieg sowie Militärhistoriker und Verfasser zahlreicher Bücher.

## Leben

### Familie
Er entstammte der alten bayerischen Offiziersfamilie Xylander. Sowohl sein Vater Emil von Xylander als auch sein Großvater Joseph von Xylander hatten ihre Offizierslaufbahn als Generäle beendet. Als Xylander geboren wurde, war sein Vater noch Hauptmann. Seine Mutter war dessen Ehefrau Rosa, geborene Logan.
Xylander heiratete am 2. Juli 1898 Helene Frommel. Aus der Ehe gingen ein Sohn sowie zwei Töchter hervor. Wolf-Dietrich (1903–1945) fiel kurz vor Ende des Zweiten Weltkriegs als Generalleutnant und Chef des Stabes der Heeresgruppe Mitte. Nach dem Tod seiner ersten Ehefrau verheiratete sich Xylander am 30. Juni 1923 in Innleiten mit Luise Bettelhäuser.

### Karriere
Nach dem erfolgreichen Abschluss des humanistischen Wilhelmsgymnasiums trat Xylander am 1. August 1890 als Offiziersaspirant in das 5. Chevaulegers-Regiment „Erzherzog Friedrich von Österreich“ der Bayerischen Armee in Saargemünd ein. Im Dezember des Jahres erfolgte seine Versetzung in das 5. Feldartillerie-Regiment nach Landau in der Pfalz, wo er am 1. März 1891 nach erfolgreich bestandener Offiziersprüfung zum Portepéefähnrich ernannt und am 5. März 1892 zum Sekondeleutnant befördert wurde. Mitte 1893 legte er mit Auszeichnung eine Dolmetscherprüfung in Englisch sowie Französisch ab und wurde am 22. September in das 1. Feldartillerie-Regiment „Prinzregent Luitpold“ versetzt. Anschließend erfolgte am 1. Oktober 1897 seine Kommandierung für drei Jahre an die Kriegsakademie nach München, die ihm die Qualifikation für den Generalstab und in zweiter Linie für das Lehrfach (Taktik, Kriegsgeschichte, Waffenlehre) aussprach.
Am 24. Januar 1900 erfolgte seine Beförderung zum Oberleutnant und kurze Zeit darauf wurde er zum Adjutant der 1. Feldartillerie-Brigade ernannt. Im September kehrte er zu seinem Regiment zurück, wurde für ein Jahr zum Generalstab kommandiert und am 30. September 1903 zum Hauptmann und Batteriechef im 1. Feldartillerie-Regiment ernannt. Anfang 1906 erfolgte seine Versetzung zum Generalstab des Gouvernements der Festung Ingolstadt und ein Jahr später als Lehrer für Kriegsgeschichte und Geschichte der Kriegskunst an die Kriegsakademie. 1910 wurde er in den Großen Generalstab nach Berlin kommandiert und dort am 3. März 1911 zum Major befördert. Am 1. Oktober 1912 wurde er Adjutant des Chefs des Generalstabes der Armee; als solcher nahm Xylander als Beobachter im gleichen Jahr an den britischen Armeemanövern teil.
Bei Ausbruch des Ersten Weltkriegs kam er am 1. August 1914 zum Generalstab der 6. Armee, war an den Grenzschlachten sowie den Kämpfen um Arras, Ypern und im französischen Teil Flanderns beteiligt. Als Kommandeur des Reserve-Feldartillerie-Regiments 9 kam er ab August 1916 in den Karpaten im Krieg gegen Rumänien zum Einsatz. Am 17. April 1917 erhielt er seine Beförderung zum Oberstleutnant, wurde am 12. Juli 1917 zum Kommandeur des 1. Feldartillerie-Regiments ernannt und wieder an der Westfront in der Champagne und in den Argonnen eingesetzt. Von Dezember 1917 bis Kriegsende unterstand Xylander als General von der Artillerie Nr. 8 die gesamte Artillerie im Bereich des Armeeoberkommandos 3.
Nach Kriegsende wurde er als Vertreter des Generalstabs am 31. März 1919 zur Friedenskommission des Großen Generalstabes kommandiert und arbeitete mit General von Seeckt militärische Gegenvorschläge des Versailler Vertrages aus. Anschließend entsandte man Xylander in die Saar-Abgrenzungskommission und übertrug ihm die Leitung der deutschen Delegation. Auf französischen Druck hin erfolgte jedoch seine Abberufung und er wurde mit seiner Beförderung zum Oberst am 3. September 1921 in den Ruhestand versetzt.
Nach seiner Verabschiedung aus der Reichswehr betätigte er sich mit militärgeschichtlichen Studien und verfasste mehrere Bücher zu diesem Themenkomplex. Seit 1935 lehrte er an der Berliner Kriegsakademie Kriegsgeschichte.
Xylander betätigte sich auch parteipolitisch, vornehmlich in der völkischen Bewegung in Bayern. So gehörte er zu den „Parteivölkischen“ der Bayerischen Mittelpartei (BMP, am 24. November 1918 gegründete, bayerische Regionalpartei und seit 13. März 1920 Teil der Deutschnationalen Volkspartei), die die BMP nach deren Sonderparteitag am 18./19. November 1922 verließen. Danach gehörte er der am 16. Dezember 1922 gegründeten Deutschvölkischen Freiheitspartei an. Schließlich gründete er zusammen mit Rudolf Buttmann und Alexander Glaser am 6. Januar 1924 den Völkischen Block in Bayern.
Zu Beginn des Zweiten Weltkriegs wurde er als Oberst reaktiviert, jedoch vorerst nicht verwendet. Am 24. April 1941 erfolgte die Ernennung zum Kommandeur der Feldkommandantur 680 in Melun und seine zeitgleiche Kommandierung in die kriegswissenschaftliche Abteilung des Oberkommandos des Heeres. Im weiteren Verlauf des Krieges unternahm er daher Vortragsreisen im besetzten Frankreich, am Kuban und in Rumänien. Am 31. Januar 1943 wurde die Verwendung für Generalmajor (seit 1. August 1942) Xylander aufgehoben, und er wurde in den Ruhestand verabschiedet.
Nach Ende des Zweiten Weltkriegs wurden in der sowjetischen Besatzungszone Xylanders Schriften Deutsche Führung in Lothringen 1914 (Junker u. Dünnhaupt. Berlin 1935.), Die kriegswirtschaftliche Verfassung Italiens (Hanseatische Verlagsanstalt Hamburg 1935.) und Die Eroberung Abessiniens 1935/36 (Mittler. Berlin 1937.) auf die Liste der auszusondernden Literatur gesetzt.

### Auszeichnungen
- Eisernes Kreuz (1914) II. und I. Klasse
- Ritterkreuz des Königlichen Hausordens von Hohenzollen mit Schwertern
- Bayerischer Militärverdienstorden III. Klasse mit Schwertern und Krone
- Militär-Max-Joseph-Orden am 12. Oktober 1914
- Ritterkreuz des Ordens der Württembergischen Krone mit Schwertern
- Ritterkreuz I. Klasse des Albrechts-Ordens mit Schwertern
- Silberne Liakat-Medaille
- Komtur des Ordens der Krone von Italien
- Kriegsverdienstkreuz II. Klasse mit Schwertern